# Marco Pórcio Catão (cônsul em 36)
Marco Pórcio Catão (em latim: Marcus Porcius Cato; m. 38) foi um senador romano da gente Pórcia nomeado cônsul sufecto em 36 com Caio Vécio Rufo. Provavelmente era descendente de Catão, o Jovem.

## Carreira
Em 27, Catão foi pretor e, no ano seguinte, se envolveu na trama orquestrada pelo prefeito pretoriano Lúcio Élio Sejano contra um equestre chamado Tício Sabino, um antigo aliado de Germânico. Além de Catão, participaram os pretores Lúcio Lucânio Laciário, Petílio Rufo e Marco Ópsio. Os conspiradores seduziram Sabino para que ele fizesse comentários depreciativos em relação ao imperador Tibério e depois o convenceram a se aproximar do imperador para conseguir um consulado. O imperador então ordenou que Sabino fosse executado. Lucânio e Ópsio não conseguiram nada, pois foram executados depois da queda de Sejano, em 31, mas Catão conseguiu ser nomeado cônsul sufecto em 36. Em 38, ele foi nomeado curator aquarum (responsável pelos aquedutos de Roma), mas acabou sendo também executado ainda no posto, provavelmente por iniciativa do prefeito pretoriano Macro, que estava tentando eliminar todos os antigos aliados de Sejano.